# Marie-Denise Villers

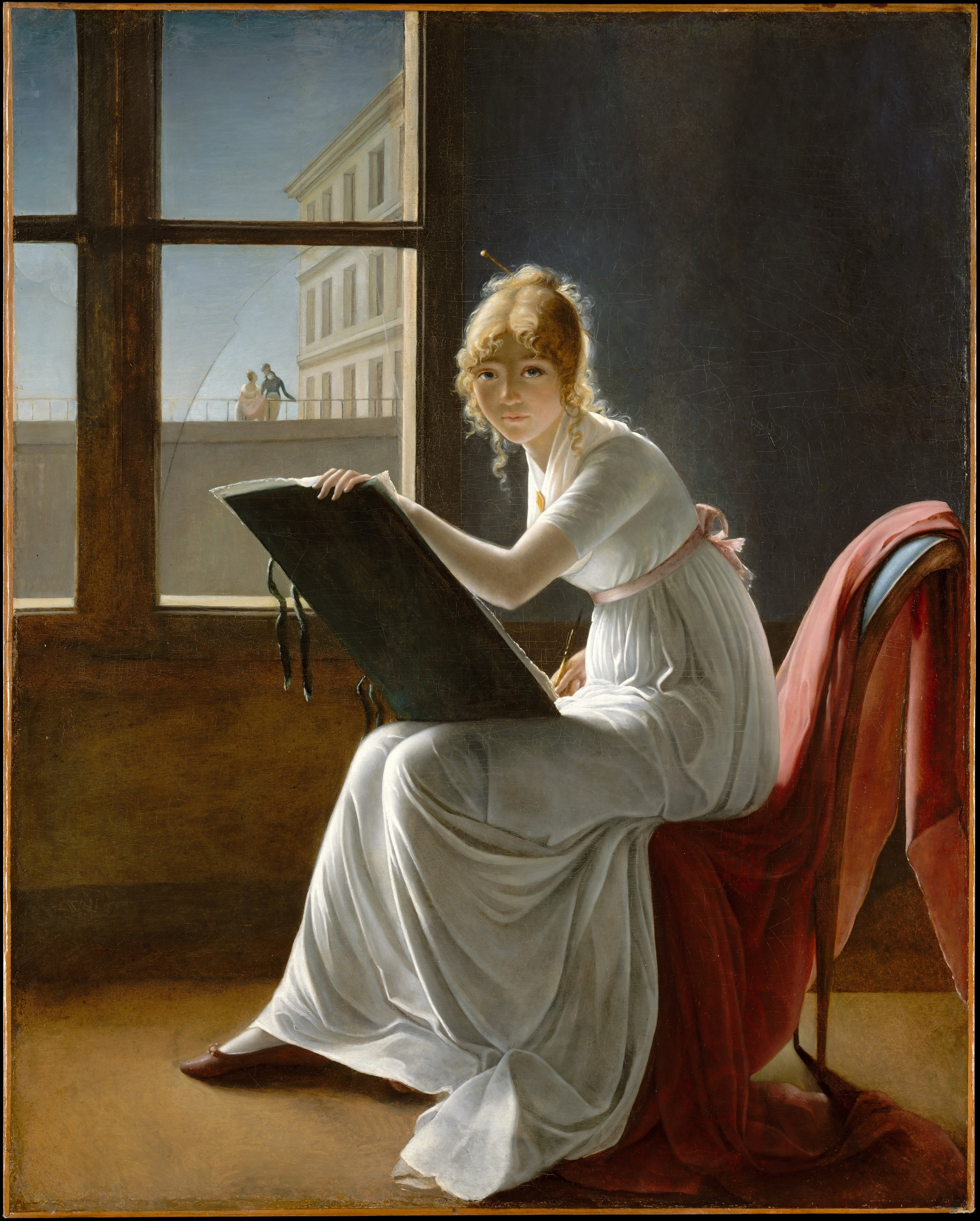
Retrato de Charlotte du Val d'Ognes (1801), Metropolitan Museum of Art, Nueva York

Marie-Denise Villers (París, 1774 - París, 19 de agosto de 1821), nacida Marie-Denise Lemoine, fue una pintora francesa que se especializó en retratos.
Hija de Charles Lemoine y Marie-Anne Rousselle nació en París en 1774. Provenía de una familia donde entre cuyos componentes había varios destacados retratistas como sus hermanas Marie-Victoire Lemoine y Marie-Élisabeth Lemoine o su prima Jeanne-Élisabeth Chaudet. En 1794, Marie-Denise se casó con un estudiante de arquitectura llamado Michel-Jean-Maximilien Villers.
Marie-Denise Villers se convirtió en estudiante del pintor francés Girodet. Su primera exposición se produjo en el Salón de París en 1799 donde también expuso al menos en 1801, 1802 y 1814. De entre los cuadros más famosos de Villers suele destacarse Joven mujer pintando (1801) que se exhibe en el Metropolitan Museum of Art. Aunque en un principio esta obra fue atribuida a Jacques-Louis David más tarde se constató que su autora era Marie-Denise Villers. Se cree que podría tratarse de un autorretrato de la artista.

## Obra
De acuerdo con los catálogos de las distintas exposiciones del Salón de París consta la exhibición de las siguientes obras, si bien alguna de ellas pudiera ser repetida ya sea con el mismo nombre o con otro distinto. Actualmente se desconoce la ubicación de varios de estos cuadros: 
- 1799: La Peinture. Une Bacchante endormie.

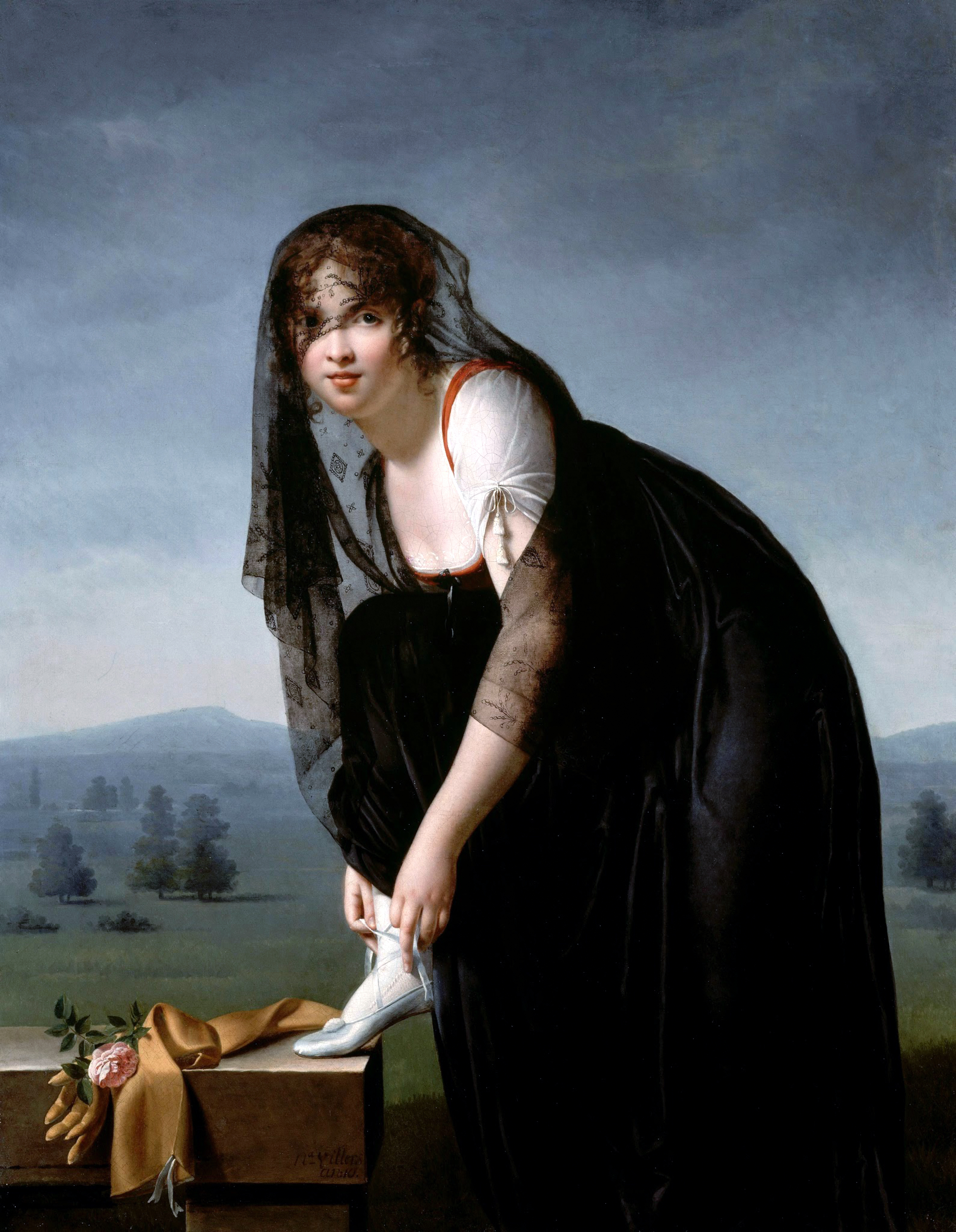
Une etude de femme d'apres nature.

- 1800-1801: Etude d'une jeune femme assise sur une fenêtre.
- 1801: Etude d'une femme à sa toilette. Un portrait.
- c.1799-1801: Young Woman Drawing, anteriormente llamado Portrait of Mlle Charlotte du Val d'Ognes.
- 1802: Un enfant dans son berceau, entraîné par les eaux de l'inondation du mois de nivôse an X.
- 1801-1802: Une étude de femme d'après nature, también conocido como Portrait of Madame Soustras.
- 1810: Un enfant dans son berceau, entraîné par les eaux de l'inondation du mois de nivôse an X (Tamaño reducido de la obra de 1802).
- antes de 1813: Une petite Fille blonde, tenant une corbeille de jonc remplie de fleurs; figure de grandeur naturelle, à mi-corps; elle est vêtue d'une robe rouge, sur fond de paysage.
- 1814: Portrait de la duchesse d'Angouleme.

Atribuidas:
- 1800: Jeune fille au chien.